# NGC 4851-1
NGC 4851-1 is een lensvormig sterrenstelsel in het sterrenbeeld Hoofdhaar. Het hemelobject werd op 21 april 1865 ontdekt door de Duits-Deense astronoom Heinrich Louis d'Arrest.

## Synoniemen
- ZWG 160.61
- DRCG 27-199
- PGC 44439